# Monte Washington (Oregon)
Il monte Washington (in inglese Mount Washington) è un vulcano profondamente eroso situato nella catena delle Cascate dell'Oregon, negli USA. Si trova all'interno delle contee di Deschutes e Linn ed è circondato dalla riserva integrale omonima (Mount Washington Wilderness).
Come il resto delle Cascate dell'Oregon, il monte Washington è stato prodotto dalla subduzione della placca di Juan de Fuca sotto quella nordamericana, formandosi durante il tardo Pleistocene. Costituito principalmente da rocce vulcaniche femiche (ricche di magnesio e ferro) come il basalto e l'andesite basaltica subalcalina, ha un collo vulcanico che occupa il suo cono sommitale e numerosi dicchi. È circondato da altre conformazioni tipiche di crateri vulcanici, quali coni di scorie e cicatrici dovute alle ultime eruzioni, queste ultime avvenute da coni di spruzzi circa 1.350 anni fa generando depositi di lava di andesite basaltica.
Il monte Washington ha un ambiente sterile, storicamente poco frequentato. Nel 1872 fu costruita una strada percorribile con carrozza presso il passo McKenzie, che andò poi asfaltata negli anni '30. Il 26 agosto 1923, la montagna fu scalata per la prima volta da sei ragazzi della vicina città di Bend. L'area circostante è stata designata come riserva integrale dal governo federale nel 1964, ma resta poco frequentata malgrado la presenza di vari sentieri escursionistici. La vegetazione si limita perlopiù a conifere e arbusti e la fauna selvatica è scarsa nella regione. Tra gli esemplari che si possono ammirare figurano cervi, orsi neri, puma, varie specie di roditori e alcuni pesci nei laghi locali.

## Geografia
Con un'elevazione di 2376 metri sul livello del mare, il monte Washington si trova nelle contee di Deschutes e Linn nello stato americano dell'Oregon. Si trova a nord del passo di McKenzie e 19 km a ovest della città di Sisters. Accessibile solo a piedi, i lati occidentale e sudoccidentale del Washington si intersecano con lo Skyline Trail a circa 5 km dall'inizio del sentiero del lago Big vicino alla U.S. Route 20.
Nonostante sia una delle vette vulcaniche più piccole delle Cascate dell'Oregon, il monte Washington costituisce il punto di riferimento principale tra la North Sister e il Three Fingered Jack, con i coni di cenere del monte Cache a nord-est e Hayrick e Hoodoo Butte a nord-ovest. Il vulcano forma una cresta di montagne ripide e ghiacciate con il North Cinder Peak e il Three Fingered Jack a sud del monte Jefferson. Il vulcano ha un aspetto a mo' di pinnacolo che ricorda quella del monte Thielsen: qualche autore l'ha paragonato, se lo si guarda da determinate prospettive, all'ago di Cleopatra da certi angoli e al Pan di Zucchero in Brasile. Il rilievo topografico è pari a 825 m, mentre la prominenza topografica 778; il vulcano occupa un volume complessivo di 15 km³.

### Topografia
All'interno della riserva del monte Washington, ci sono sandur (pianure proglaciali) e morene: molti dei depositi glaciali si formarono nel corso dell'avanzata glaciale avvenuta nel tardo Pleistocene, sebbene non manchino alcuni ammassi risalenti all'Olocene. Un campo di ghiaccio, originatosi durante il tardo Pleistocene, si estende ancora oggi tra il monte Washington e il Three Fingered Jack. Il fiume McKenzie, alimentato dal lago, corre a sud per circa 24 km appena a ovest del monte Washington prima di dirigersi a ovest per altri 110 km e incontra il Willamette vicino alla città di Eugene.

### Geologia

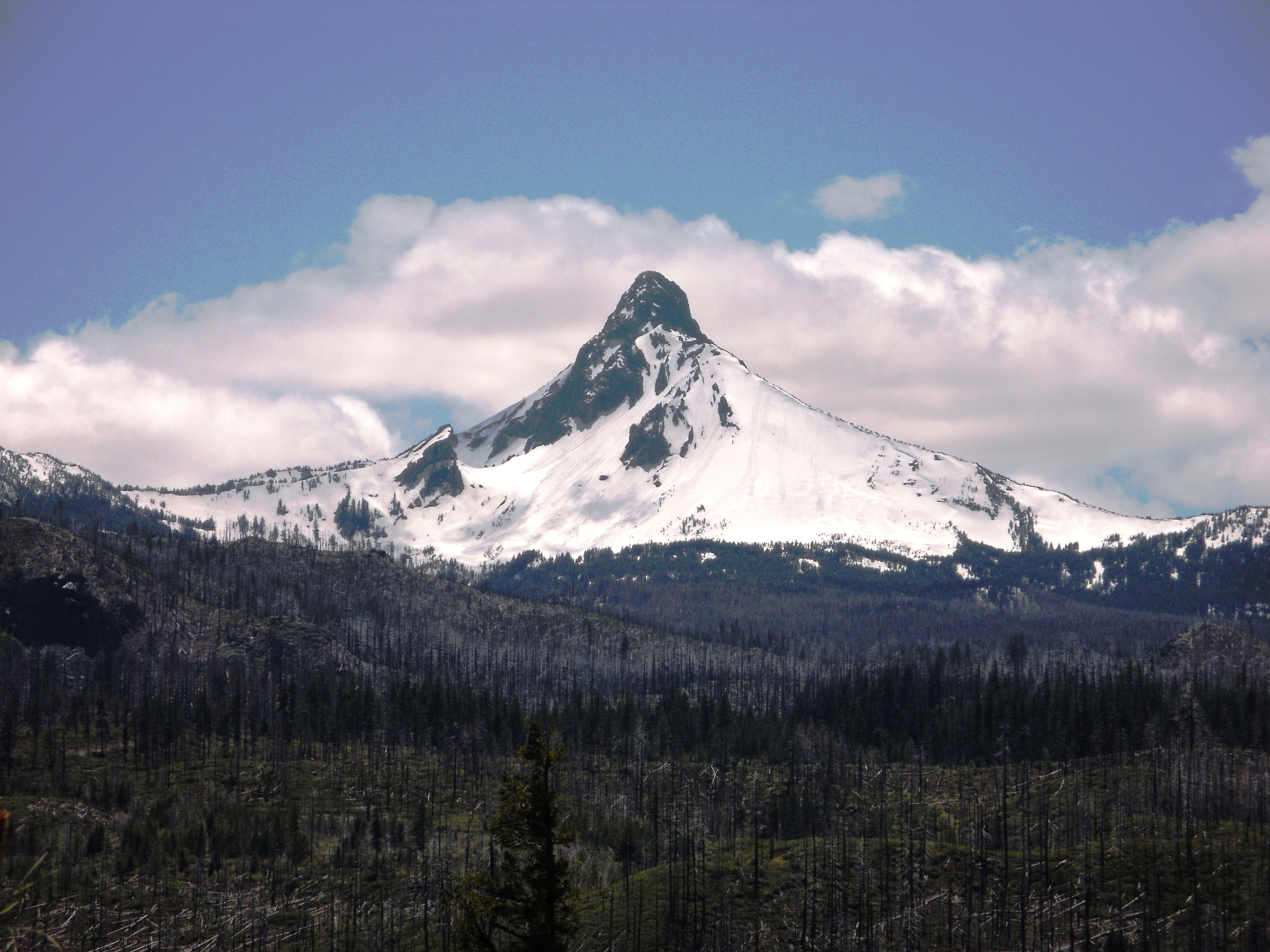
L'aspetto a guglia del Monte Washington

Il vulcanismo nel segmento oregoniano della catena delle Cascate è frutto della subduzione della placca di Juan de Fuca sotto quella nordamericana. Il monte Washington fa parte della regione delle High Cascades nell'Oregon centrale, un arco che tra il Pliocene e il Quaternario vide riversarsi flussi di lava, coni di scorie e fessure vulcaniche che vanno da nord a sud, con occasionali grandi stratovulcani. Vicino al monte Washington, le High Cascades formano un campo di lava con alto contenuto di ossido di alluminio e basalto eruttato da coni di scorie. Questi vulcani furono erosi dai ghiacciai e ridotti a mo' di tumuli nell'arco delle Cascate, con gran parte delle aperture nell'area coperte dal monte Washington. Alcuni flussi di lava basaltica si verificarono lungo i pendii nei canyon dei torrenti Cache e Dry o come affioramento generando dei terrazzamenti a circa 16 km di distanza dalla vetta dal lago Patjens al fiume McKenzie.
Il Washington rientra in un gruppo di vulcani informalmente noto come Oregon's Matterhorn, dal termine tedesco con cui si designa il Cervino, che comprende il monte Thielsen, il Three Fingered Jack, il monte Bailey e il Diamond Peak. Il nome deriva dall'aspetto a mo' di guglia che richiama la vetta svizzera. L'attività eruttiva di tutti cessò in un arco temporale compreso tra 250.000 e 100.000 anni fa, portando nel tempo alla vasta erosione innescata col tempo dai ghiacciai. Il monte Washington fa anche parte del sottosegmento di Sisters Reach, che si estende per 90 km e ospita almeno 466 vulcani attivi durante il Quaternario: il Washington rappresenta uno dei 30 stratovulcani e vulcani a scudo femici (ricchi di magnesio e ferro) del gruppo, ma esistono pure altri centri eruttivi del Pleistocene e dell'Olocene. Il cratere e i dintorni giacciono su una piattaforma di lava con un'altitudine compresa tra 1200 e 1500 m, e sono delimitati da faglie a est e a ovest. Le rocce vulcaniche contenute nella riserva naturale sono composte da basalto più antico o da andesite basaltica più giovane, tutte prodotte durante il Quaternario, probabilmente negli ultimi 700.000 anni. I depositi del Pleistocene mostrano segni di erosione dovuti ai ghiacciai; quelli dell'Olocene, datati tra 3.000 e 1.500 anni, si rintracciano in quasi la metà del territorio che accorpa la zona protetta e anche al di fuori, nella precisione a nord-est e nord-ovest.

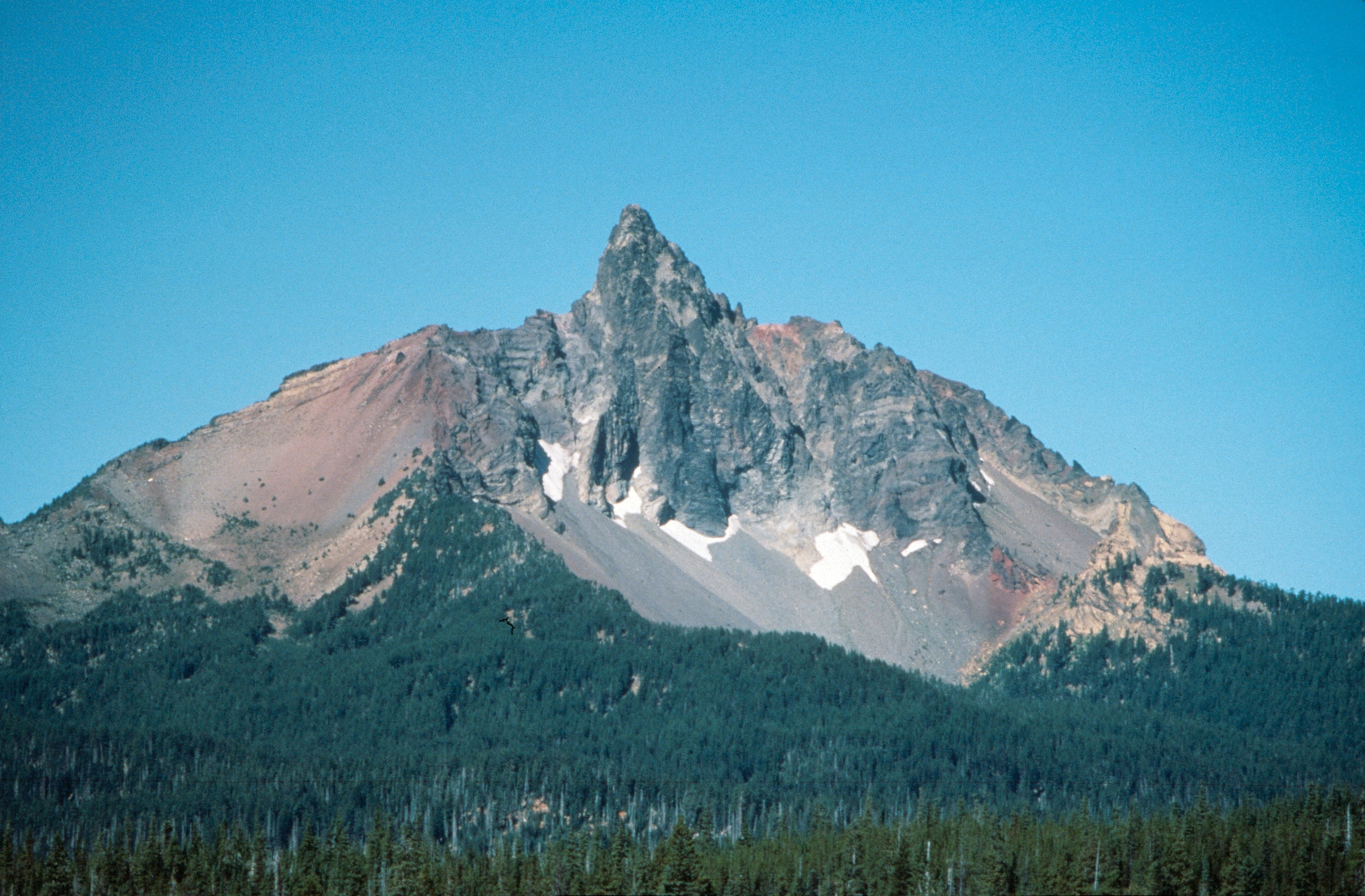
La marcata erosione del monte Washington vista da est

Si discute nella letteratura scientifica dell'esatta natura del monte Washington, considerato talvolta uno stratovulcano e talaltra un vulcano a scudo. Wood e Kienle lo definiscono un "vulcano a scudo mafico", così come il Global Volcanism Program della Smithsonian Institution che lo ritiene un vulcano a scudo con un cono piroclastico. Sherrod et al. giudicano dal canto loro il Washington come un vulcano a scudo, per così dire, "scosceso". E.M. Taylor descrive il monte Washington come un cono stratovulcanico che raggiunge un'altezza di 1200 m sopra un vulcano a scudo più antico, ragion per cui ci si dovrebbe riferire ad esso come a "uno stratovulcano del Pleistocene glaciale". Anche Hildreth si accoda in un certo senso a tale opinione, definendolo uno "stratocono mafico scolpito glacialmente [...] con un ampio basamento di lave mafiche". Nella sua pubblicazione in cui classifica il monte Washington come stratovulcano, Hildreth aggiungeva che esso è composto di materiali compositi con pendenze ripide e un altorilievo tra i 700 e i 1300 m. Tuttavia, Hildreth riconosce che esiste una continuità morfologica da ripidi coni mafici a vulcani a scudo transitori a forma di cono, come nel caso dell'Olallie Butte.
Il monte Washington ha un diametro di circa 4,8 km, vantando inoltre un proprio cono sommitale, un collo vulcanico composto da cenere, colate laviche e rocce intrusive che coprono l'edificio vulcanico. Il collo si compone di micronorite con un diametro di 0,4 km e si rintracciano dicchi su tutto il cono sommitale, perlopiù con un andamento nord-sud, con un altro gruppo minore che si dirige a nord dal cratere centrale. La sommità si originò su una piattaforma di lave andesite basaltiche dalle prime eruzioni del Washington, cui seguirono flussi più fini combinati con rocce piroclastiche.
Il vulcano ha una composizione mafica, con basalto subalcalino e andesite basaltica: le colate laviche evidenziano la presenza di brecce con plagioclasio e olivina, oltre che tufo e palagonite sul versante nord-orientale, circostanza che potrebbe indicare una passata eruzione subglaciale durante la fase di costruzione del cono.
Il corso del tempo ha eroso il Washington lasciandone la caratteristica sommità e sul fianco vari canyon a forma di U e circhi glaciali. Nel tardo Pleistocene, grandi ghiacciai che si estendevano per più di 12 km ad est e ad ovest scolpirono circhi nelle pendici del il vulcano. Quelli del lago George e del torrente Dry m, rispettivamente a nord e nord-est, evidenziano dati i quali testimonierebbero la presenza di antichi ghiacciai in maniera simile al Three Fingered Jack. Wood e Kienle stimano che il monte Washington una volta si estendesse per 2600 m s.l.m., con un'elevazione di 1200 m sul campo di lava basaltica che lo circonda.

#### Geomorfologia
Il Global Volcanism Program tiene in grande considerazione dal punto di vista geomorfologico i coni sussidiari del monte Cache, di Little Cache, di Hayrick e Hoodoo Butte. La riserva integrale include altresì un discreto numero di coni di scorie sparsi qua e, solitamente compresi in un raggio di elevazione tra 46 e 91 m. Composti da cenere da grigia a rossa, si scorgono anche delle scorie e dei getti raffreddatisi e saldatisi una volta non più incandescenti. I principali coni della riserva includono il cratere Belknap, i Twin Craters, il monte Scott e i crateri del monte Sand.

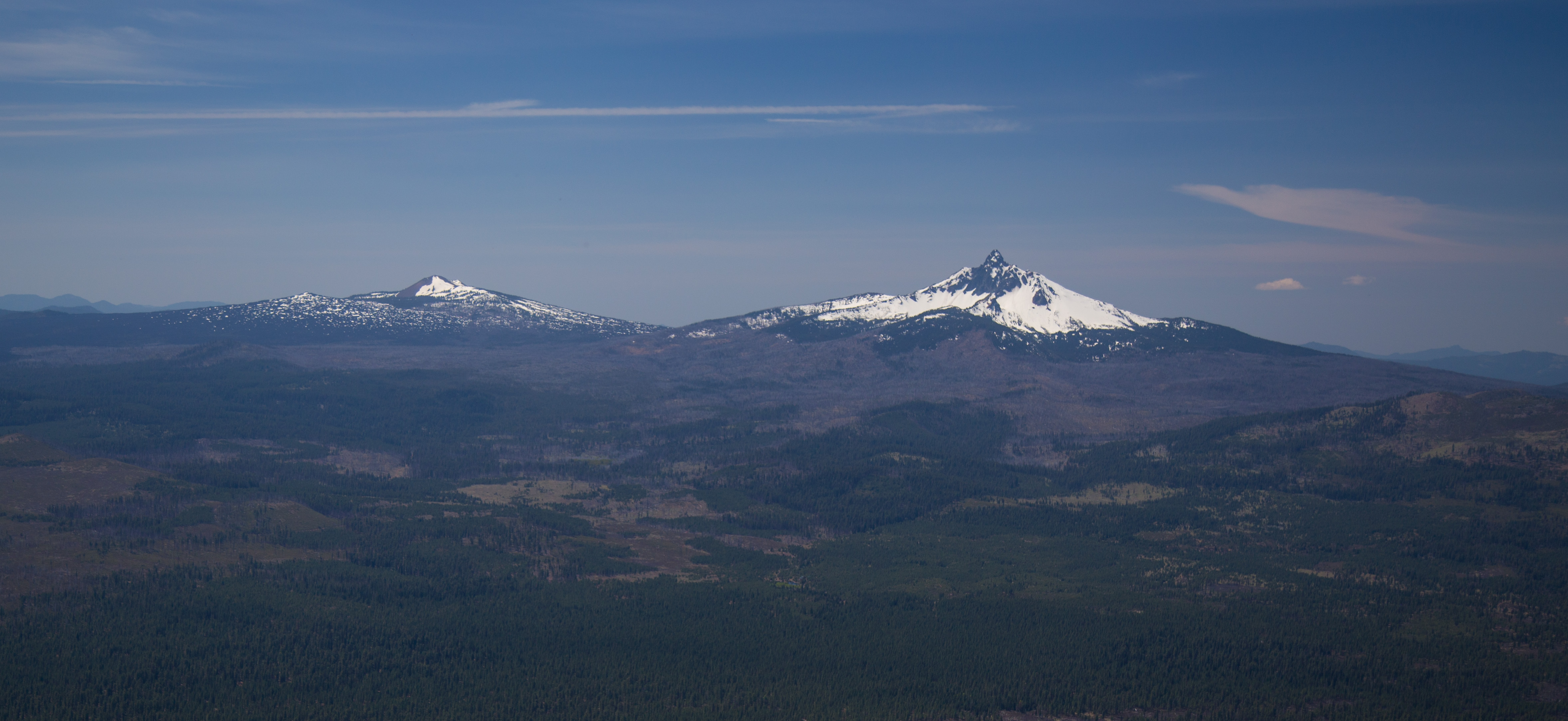
Il monte Washington con il cratere Belknap alla sua sinistra

Le eruzioni da una serie di aperture laterali segnano l'attività più recente avvenuta in situ Washington. Lunghe circa un chilometro, hanno una tendenza che procede verso nord-est e la sezione centrale si affianca a depressioni nella valle del torrente Cache tra il monte Washington e il cratere del lago Blue. La bocca più settentrionale ha una profondità di 3 m e probabilmente rilasciò in passato solo gas vulcanico. Il primo gruppo di quattro coni si trova 61 km a sud, con profondità che vanno da 9,1 a 12,2 m. Più a sud, hanno sede altre sette aperture, incluso un graben.

#### Andesite basaltica del monte Washington
Si rinvengono quattro generi principali di basalto e andesite basaltica nelle Cascate centrali: antica olivina tholeiitica con grande contenuto di ossido di alluminio (HAOT), basalto normale delle High Cascades (HAOT), andesiti basaltiche della North Sister e andesiti basaltiche del tipo del monte Washington. Hughes sostiene che le loro differenze potrebbero essere il risultato di diverse fonti di magma o dell'evoluzione dello stesso in sistemi aperti. Le andesiti basaltiche del Washington sono anche considerate uno dei tre distinti tipi di rocce femiche della piattaforma delle High Cascades, al fianco delle andesiti basaltiche del North Sister e al basalto normale. I tre gruppi mostrano tutti differenti maggiori e tracce di abbondanza chimica. L'andesite basaltica del Washington è più comune di quella della North Sister, con maggiori livelli di elementi incompatibili e terre rare. Le andesiti basaltiche del Washington e delle North Sister mostrano somiglianze a livello litologico, nello specifico una penuria di microfenocristalli di pirosseno e augite. Secondo Hughes, esempi di andesiti basaltiche del Washington si trovano nei depositi dell'Olocene dal cratere di Nash, nel cono Four-in-One, nel Little Belknap, nonché depositi non datati presso il vulcano del lago Todd, il torrente Falls, il Broken Top e il fianco della diga di Tumalo.

### Clima
Le elevazioni nell'area del monte Washington vanno dai 980 m a più di 2300 m. La maggioranza delle precipitazioni si riversa durante l'inverno sotto forma di neve, mentre le estati sono calde e secche. Per via dei manti nevosi, la Oregon Route 242 sul passo di McKenzie diventa impraticabile dall'autunno alla tarda primavera, mentre la Santiam Highway e la Oregon Route 126 rimangono operative per il transito dei veicoli.

### Ecologia
Descritto da Wuerthner come "un deserto di rocce e ghiaccio", gran parte del circondario del monte Washington si compone di colate di lava e detriti vari. Ciononostante, vi sono alcune aree boschive e 28 specchi d'acqua nelle parti settentrionali e sud-occidentali della zona. La vegetazione nell'area include la tsuga mertensiana, il pino contorto (Pinus contorta), il pino giallo (Pinus ponderosa) e il pino dalla corteccia bianca (Pinus albicaulis). Il pino giallo si trova alla base orientale del vulcano, mentre l'abete di Douglas si rintraccia soprattutto sul lato occidentale. La vegetazione è scarsa sulle superfici ricoperte di lava, malgradi alcune macchie di tsughe e un sottobosco composto da Xerophyllum tenax e specie del genere Vaccinium e Rhododendron.
Per quanto riguarda la fauna, figurano tra gli animali di grande dimensione il cervo mulo (Odocoileus hemionus) e il wapiti (Cervus elaphus canadensis), con l'orso nero americano (Ursus americanus) o il puma (Puma concolor) che risultano più difficili da intravedere. Anche animali di taglia minore come il pica americano (Ochotona princeps), la marmotta dal ventre giallo (Marmota flaviventris), la martora americana (Martes americana), la lepre scarpa da neve (Lepus americanus) e lo scoiattolo grigio occidentale (Sciurus griseus) si trovano in loco. I laghi offrono l'habitat ideale a pesci quali il salmerino di fonte (Salvelinus fontinalis), la trota iridea golarossa (Oncorhynchus clarkii) e la trota iridea (Oncorhynchus mykiss), oltre ad alcuni anfibi quali il rospo boreale (Anaxyrus boreas) e la rana delle Cascate (Rana cascadae).

## Attività vulcanica
Il monte Washington si formò durante la fine del Pleistocene; il vulcano stesso non è più vecchio di poche centinaia di migliaia di anni. Alcuni studiosi stimano che questo non si è risvegliato da più di 250.000 anni, un arco temporale simile al monte Thielsen. Delle prove paleomagnetiche suggeriscono che il vulcano e i suoi flussi di lava mostrano una normale polarità magnetica. Il suo edificio vulcanico fu prodotto dall'eruzione di andesite basaltica e cenere vulcanica femica, quest'ultima conservata sotto forma di tufo e palagonite lungo i fianchi nord-est e sud-ovest del cono sommitale.
Rispetto ai più grandi stratovulcani nell'arco vulcanico delle Cascate, il monte Washington, come il resto dei picchi circostante, ha avuto una storia eruttiva relativamente breve. Diversi coni di scorie produssero andesite basaltica sul versante nord-orientale inferiore del vulcano, a seguito di una frattura che giunse ad appena 4 km di distanza dalla vetta di Washington. In quell'occasione e nemmeno in quella accaduta presso il vicino lago Blue si riversarono varie colate di lava che generarono materiale vulcanico che mostrava somiglianze petrografiche con i depositi localizzati presso il monte Washington. Queste includono trame porfiritiche simili con un 10-15% di fenocristalli di plagioclasio e allineamenti simili, suggerendo che fossero eruttate simultaneamente. Sherrod et al. sostengono che i coni di spruzzi e l'attività del cratere del lago Blue rappresentano le esplosioni più recenti vicino al passo di McKenzie e alla regione del passo di Santiam.
È ancora possibile che nuovi coni vulcanici possano generarsi alle pendici del monte Washington, ma secondo Taylor, Causey e MacLeod, è improbabile che il vulcano sia ancora attivo.

### Potenziale minerario e geotermico
Un'indagine mineraria dal 1980 al 1981 ha rilevato scarso potenziale per le risorse minerali metalliche o combustibile fossile nella riserva del monte Washington. L'area contiene grandi quantità di cenere (più di 0,15 km³) ma non ci sono fonti alternative nella regione sufficienti a soddisfare le esigenze agricole o di altro genere. Inoltre, non esistono miniere nell'area, né si rintraccia alcuna pretesa sulla località per estrarre delle risorse in loco; le miniere più vicine si trovano 32 km a ovest nel distretto minerario di Blue River. Le bocche vulcaniche in tutta la riserva sono alla base di strati di roccia vulcanica dall'Eocene al Pliocene e non contengono idrocarburi per i combustibili fossili. Mentre c'è relativamente poco potenziale per l'energia geotermica nelle High Cascades, si rintracciano delle sorgenti calde lungo il bordo occidentale della catena montuosa. La sorgente termale di Belknap si trova 6,4 km a sud-ovest dell'area protetta, emettendo acqua a una velocità di 280 litri al minuto con una temperatura di 82 °C.

## Storia
La sterilità dei dintorni del monte Washington ha comportato l'assenza di grandi tracce di comunità degli amerindi nel passato. Una strada percorribile con carrozza per il passo di McKenzie Pass fu costruita nel 1872, la quale andò poi asfaltata negli anni '30 e divenne la Oregon Route 242. Questa doveva la sua denominazione al vicino fiume McKenzie, a sua volta legato al nome di Donald McKenzie, un commerciante di pellicce che esplorò la zona nel 1812. Il 26 agosto 1923, il Monte Washington fu scalato per la prima volta da sei ragazzi di Bend: E. McNeal, P. Philbrook, A. Furrer, W. Watkins, L. Harryman e R. Sellars.
Prima che i dintorni del monte Washington fossero stati designati come wild area nel 1964, l'amministrazione della foresta nazionale di Willamette aveva pianificato di aprirli alla produzione commerciale di legname per far fronte a una carenza nella contea di Lane, affermando che il terreno aveva scarso valore agricolo o ricreativo. Pur essendo stata poco esposta all'impatto antropico, gli agenti del servizio forestale incoraggiarono comunque la costituzione di una riserva integrale.

## Attività ricreative

### Escursionismo

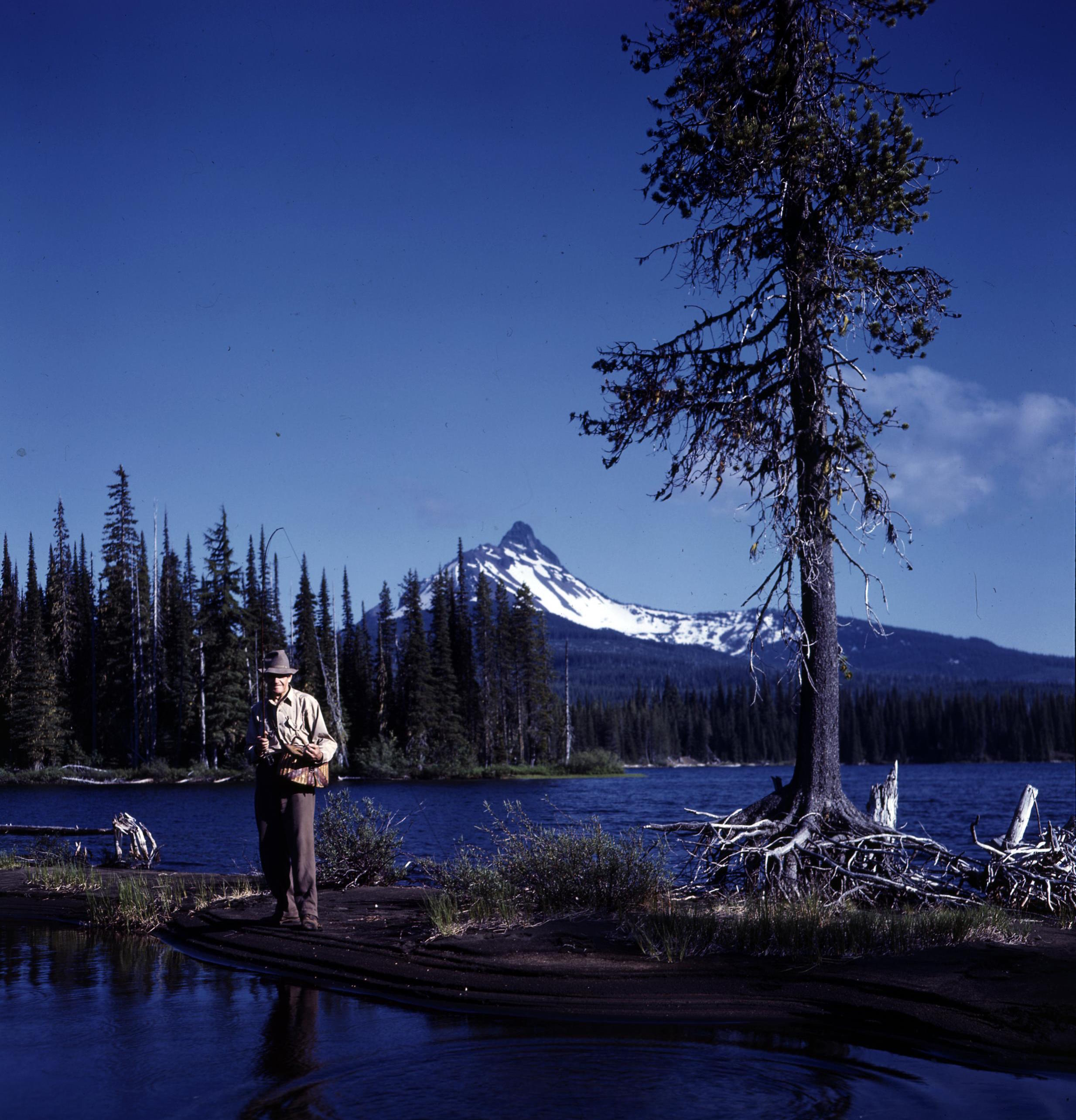
Pescatore presso il lago Big con il monte Washington sullo sfondo

Sebbene l'area non sia utilizzata frequentemente come molte altre aree protette nel ramo dell'Oregon della catena delle Cascate, offre laghi e sentieri panoramici. Il Pacific Crest Trail passa sopra il lato occidentale del Washington, mentre altri percorsi includono un anello intorno ai laghi di Patjens, il sentiero del lago Hand e il percorso del lago Benson. La scheda tecnica del National Geodetic Survey dedicata alla montagna rileva che scalare il vulcano appare impegnativo e pericoloso e, pertanto, tale località non è raccomandata per scalatori inesperti o senza attrezzatura adeguata.

### Tutela ambientale
La riserva integrale del monte Washington (Mount Washington Wilderness) copre un'area di 219,66 km². Prima nominata wild area dal Servizio forestale nel 1975, andò designata come riserva naturale ai sensi del Wilderness Act nel 1964. Situata a 51 km di distanza a ovest di Bend, la zona protetta nei dintorni del Washington è la minore delle tre distribuite nelle High Cascades, una regione fisiografica situata nella parte centrale dell'Oregon; le altre due sono quella delle Three Sisters e quella del monte Jefferson. Utilizzata principalmente da cacciatori, escursionisti e scalatori, l'area comprende l'osservatorio Dee Wright, vulcani più piccoli e sezioni del Pacific Crest Trail, che corre da nord a sud attraverso la riserva per circa 26,7 km. Altre località caratteristiche della zona includono il cratere Belknap e 28 laghi. L'amministrazione avviene in maniera congiunta con le autorità delle foreste nazionali di Willamette e di Deschutes.